# Gelbbauchunken-Habitate um Niedererlbach
Gelbbauchunken-Habitate um Niedererlbach este o arie protejată (arie specială de conservare — SAC, sit de importanță comunitară — SCI) din Germania întinsă pe o suprafață de 25,33 ha, integral pe uscat.

## Localizare
Centrul sitului Gelbbauchunken-Habitate um Niedererlbach este situat la coordonatele 48°28′02″N 12°00′59″E / 48.4672°N 12.0164°E.

## Înființare
Situl Gelbbauchunken-Habitate um Niedererlbach a fost declarat sit de importanță comunitară în noiembrie 2004 pentru a proteja 2 specii de animale. Situl a fost protejat și ca arie specială de conservare în aprilie 2016.

## Biodiversitate
Situată în ecoregiunea continentală, aria protejată conține 5 habitate naturale: Liziere de ierburi înalte hidrofile de câmpie și de nivel montan până la alpin, Izvoare petrifiante cu formare de travertin (Cratoneurion), Mlaștini alcaline, Păduri pe pante, grohotișuri și ravene de Tilio-Acerion, Păduri aluvionare cu Alnus glutinosa și Fraxinus excelsior (Alno-Padion, Alnion incanae, Salicion albae).
La baza desemnării sitului se află mai multe specii protejate:
- amfibieni (1): izvoraș-cu-burta-galbenă (Bombina variegata)
- nevertebrate (1): Carabus variolosus